# Edouard Brunner

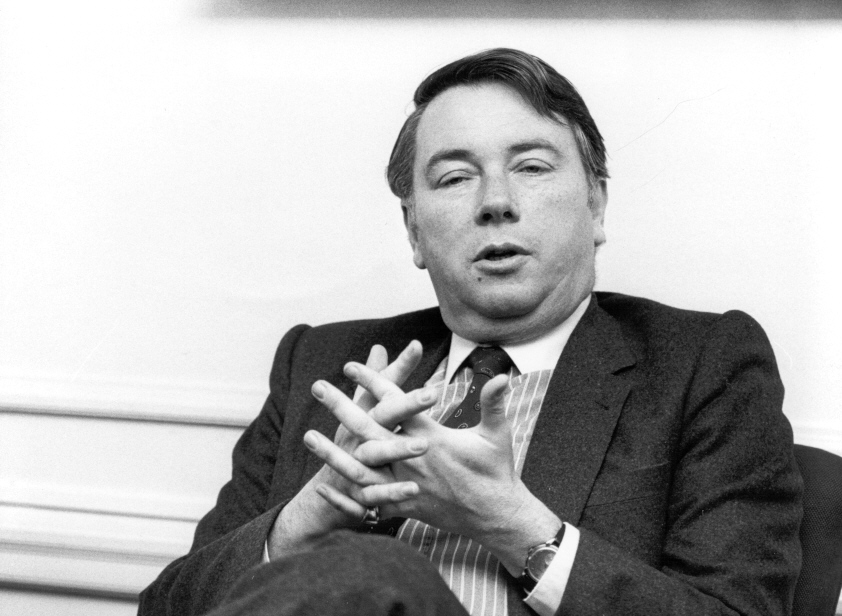
Edouard Brunner (1983)

Edouard Brunner (* 24. Februar 1932 in Istanbul; † 24. Juni 2007 in Eysins) war ein Schweizer Diplomat.

## Leben
Brunner studierte an der Universität Genf Rechtswissenschaften und schloss sein Studium 1954 ab. 1956 trat er in die Dienste des Schweizer Aussenministeriums. Bei der Konferenz für Sicherheit und Zusammenarbeit in Europa (KSZE) im Jahre 1975 war er bei der Unterzeichnung der Helsinki-Akte dabei.
Unter Aussenminister Pierre Aubert wurde Brunner 1980 zum Chef der Politischen Abteilung 1 im Schweizer Aussenministerium und 1984 zum Staatssekretär in der Politischen Direktion ernannt. Auberts Nachfolger René Felber versetzte den Spitzendiplomaten Brunner als Schweizer Botschafter zunächst nach Washington, anschliessend nach Paris.
Von 1991 bis 1993 war er Sonderbeauftragter des UNO-Generalsekretärs für den Nahen Osten, von 1993 bis 1997 für Georgien und damit auch für den Abchasien-Konflikt.
Brunner, der allgemein als einer der prägendsten Schweizer Diplomaten der Nachkriegszeit gilt, starb nach schwerer Krankheit im Alter von 75 Jahren.

## Werke
- Die Stellung der Schweiz in der heutigen Welt. Dt. Ges. für Auswärtige Politik, Bonn 1984. (Vortrag)
- Als Herausgeber: Einblick in die schweizerische Aussenpolitik : zum 65. Geburtstag von Raymond Probst. Verlag Neue Zürcher Zeitung, Zürich 1984, ISBN 3-85823-103-7. (Festschrift)
- Lambris dorés et coulisses : souvenirs d'un diplomate, Genève 2001, ISBN 2-8257-0756-2.